# Die Versuchung des heiligen Antonius (Flaubert)
Die Versuchung des heiligen Antonius (Originaltitel: La Tentation de saint Antoine) ist ein Roman Gustave Flauberts, der in seiner endgültigen Version 1874 in Paris veröffentlicht wurde. Er behandelt eine Nacht im Leben des ägyptischen Eremiten Antonius, in der er verschiedenen Versuchungen ausgesetzt ist – ein seit dem Mittelalter oft bearbeitetes Thema in der europäischen Kunst und Literatur.

## Entstehungsgeschichte
Flaubert vollendete die erste Version des Stoffes 1849, entschloss sich nach negativer Kritik seiner Freunde Maxime Du Camp und Bouilhet sowie eigener Unzufriedenheit mit dem Text jedoch zu einer Revision. Auszüge seiner zweiten Version erschienen 1856 als Fortsetzungsgeschichte. Die dritte und letzte Fassung ist deutlich kürzer, entfernt weitgehend die klassisch allegorischen Elemente (Todsünden), die zuvor noch eine große Rolle gespielt hatten und drängt die mittelalterlichen Überlieferungen des Stoffes zugunsten spätantiker Texte zurück. Flaubert betrieb vorbereitend ausgedehnte Quellenforschung, die sich im Text als überwältigend wirkende Aneinanderreihung historischer, mythologischer und literarischer Fakten zeigt. Obwohl andere Werke Flauberts eine größere Bekanntheit erreichten, bezeichnete er Die Versuchung des heiligen Antonius als seinen wichtigsten Text.

## Inhalt

### Handlung
Kap.1+2: Antonius – mit seinem Einsiedlerdasein in der ägyptischen Wüste unzufrieden – erinnert sich seiner Jugend und seiner Rolle in den religiösen Auseinandersetzungen der Zeit. Um sich von den Zweifeln an seiner Lebenswahl abzulenken, schlägt er die Bibel an willkürlichen Stellen auf, die nur wieder Versuchungen (u. a. Reichtum, Ruhm, Sexualität) hervorrufen. 

Kap. 3: Antonius ehemaliger Schüler Hilarion erscheint, verhöhnt die Scheinheiligkeit des asketischen Lebens und dekonstruiert – während Antonius auf den Dogmen der Kirche als einziger Wahrheitsquelle beharrt – die sich teils widersprechenden Glaubenslehren. Als Ausweg bietet Hilarion die Freiheit der Forschung und Wissenschaft an. 

Kap. 4: Antonius wird mit einer Vielzahl von christlichen Sekten (u. a. Manichäer, Arianer, Montanisten) konfrontiert, die alle Alleingültigkeit beanspruchen. 

Kap. 5: Geführt von Hilarion, dessen Gestalt allmählich gigantische Ausmaße annimmt, begegnet Antonius Religionen vergangener Zeiten und anderer Völker, die alle nur eine begrenzte Zeit herrschen und dann vergehen. Am Ende des Kapitels wird Hilarion als Wissenschaft und von Antonius gleichzeitig als Teufel identifiziert. 

Kap. 6: Hilarion (nun der Teufel) nimmt Antonius auf seine Flügel, zeigt ihm die Unendlichkeit der Welt und besteht auf der Göttlichkeit der Materie. 

Kap. 7: In den Morgenstunden erwägt Antonius sich das Leben zu nehmen und erfährt als letzte Versuchung den Dualismus zwischen Leben/Wollust und Tod. Am Ende will Antonius, vom Schauspiel des Lebens überwältigt, selbst in die Materie einsinken, bevor in der Sonnenscheibe das Antlitz Jesu Christi erscheint und er sein Gebet wieder aufnimmt.

### Weltbild
Flauberts Antonius ist ein passiver, weinerlicher und mit seinem Schicksal unzufriedener Mann, der den Versuchungen nur zum Teil widerstehen kann. Bilder von Sexualität nehmen entgegen den meisten früheren Schilderungen bei Flaubert nur eine untergeordnete Rolle ein. Wichtiger sind Fragen der Wissenschaft und der konkurrierenden Glaubenssysteme, bei denen sich Flaubert einer Wertung enthält. Ihm ist eher daran gelegen, die Parallelen zwischen den Lehren denn eine Hierarchie herauszuarbeiten. Der scheinbaren Neutralität des Autors entspricht auch die ambivalente Schlussszene, in der sich Antonius weder eindeutig dem Glauben, noch der Materie hingibt.

## Form
Die Versuchung des heiligen Antonius ist in Dialogform geschrieben, beinhaltet aber teils lange Passagen, die in einer eindringlichen und bildhaften Sprache räumliche Situationen und stumme Handlungen beschreiben.

## Rezeption
Die Versuchung des heiligen Antonius stieß nach ihrer Veröffentlichung weitgehend auf Unverständnis. Beanstandet wurden vor allem die fehlende Willenskraft des Heiligen sowie die gleichrangige Schilderung der Religionen. Die von Turgenew angeregte russische Übersetzung wurde als „Attentat auf die Religion“ verboten.
Doch auch die Struktur des Werkes rief Kritik hervor. Edmond Goncourt bezeichnete den damals noch unpublizierten Text 1871 als unverdaut niedergeschriebene Notizen, die den Aufwand einer Sinnfindung nicht lohnten. Auch Paul Valéry betonte dessen Stückhaftigkeit und das Fehlen einer kompositionellen Einheit. Für Michel Foucault ist der Text aufgrund Flauberts umfangreicher Recherchen vor allem ein Bibliotheksphänomen, das „in und durch das Verbindungsnetz des schon Geschriebenen existiert“. Durch die unablässige Folge von Bildern und Assoziationen ist Die Versuchung des heiligen Antonius ein Prototyp der Traumliteratur und wird zu einem der Schlüsselwerke für den Symbolismus.

## Wirkungsgeschichte
Odilon Redon produzierte drei Lithographiefolgen (1888, 1889, 1896), die sich mit Flauberts Werk auseinandersetzen und ein Viertel seines lithographischen Œuvres ausmachen.

## Textausgaben
- Gustave Flaubert: Die Versuchung des heiligen Antonius. Aus dem Französischen von Barbara und Robert Picht. Insel Verlag, Frankfurt am Main 1996.
- Gustave Flaubert: Die Versuchung des heiligen Antonius. Aus dem Französischen von Hermann Lismann. Verlag für praktische Kunstwissenschaft, München/Berlin/Leipzig 1921. archive.org
- Gustave Flaubert: Die Versuchung des heiligen Antonius. Aus dem Französischen von Frederick Philip Grove. J.C.C. Brun’s Verlag, Minden 1905. archive.org